# Monophtongue
Une monophtongue (du grec μονόφθογγος, monóphthongos, de mónos, seul, et phthóngos, son, « un seul son » ; « un seul ton »), par opposition à la diphtongue, est une voyelle « pure », constituée d'un seul élément vocalique. Son articulation commence et se finit au même endroit. 
Le français moderne standard ne comporte que des monophtongues, mais l'ancien français avait des diphtongues. Elles ont disparu depuis à la suite de diverses modifications phonétiques dont la monophtongaison, qui désigne la transformation d'une diphtongue en monophtongue par assimilation réciproque de ses éléments. On parle aussi de réduction de diphtongue. 

## Exemples de monophtongaison
Historiquement, certaines langues traitent des sons voyelles qui étaient auparavant des diphtongues comme des monophtongues. C'est le cas en sanskrit dans lequel les sons [e] et [o] sont, à l'origine, les diphtongues respectives [ai] et [au], et ils sont notées ainsi en devanagari et certaines autre écritures similaires. Les sons [ai] et [au] existent en sanskrit, mais ils sont notés comme s'ils étaient prononcés [āi] et [āu], les voyelles initiales étant longues.
Des processus comparables de monophtongaison sont conservés dans l'orthographe du français et du grec moderne, entre autres. Par exemple, le digramme ⟨ai⟩ représentait bien une diphtongue au départ, qui a été réduite à la monophtongue /ɛ/ ou /e/ en français parisien. En revanche, le français canadien maintient encore certaines diphtongues.
L'allemand a connu une monophtongaison importante au cours du XIe siècle, faisant passer les diphtongues écrites ie [iə], uo [uə] et üe [yə] en respectivement ie [iː], u [uː] et ü [yː]. En allemand standard moderne, l'expression "liebe gute Brüder" (chers bons frères) contient les monophtongues [iː], [uː] et [yː], alors que les stades précoces du nouveau haut allemand affichent des diphtongues "liebe guote brüeder" (celles-ci étant respectivement [iə], [uə] et [yə]). Le digraphe « ie » notant [iː] a conservé son orthographe malgré la monophtongaison. Les dialectes bavarois et alémaniques présents dans le Sud de l'espace germanophone n'ont pas subi les changements de monophtongaison et ces dialectes présentent donc un état linguistique plus archaïque.